# Mujercitas
Mujercitas (en inglés, Little Women o Little Women or Meg, Jo, Beth and Amy) es una novela de la escritora estadounidense Louisa May Alcott publicada el 30 de septiembre de 1868, que trata la vida de cuatro niñas que, tras pasar la adolescencia con la Guerra Civil en los Estados Unidos como fondo, entre 1861 y 1865, se convierten en mujeres. Está basada en las vivencias de la autora durante su niñez en la ciudad de Concord, Massachusetts.
La novela se publicó sin que existan indicios de una secuela previamente planeada, si bien en el último párrafo de la novela la autora escribe:

Así agrupados, cae el telón sobre Meg, Jo, Beth y Amy. Si ha de alzarse o no otra vez, dependerá de la acogida que dé el público al primer acto del drama doméstico titulado Mujercitas.

Y fue el caso que por el éxito generado y las peticiones de diversos lectores, en 1869 Alcott volvió a alzar el telón con la publicación de Aquellas mujercitas (en inglés, Good Wives), que transcurre cuatro años después de Mujercitas y muestra las dificultades que las protagonistas enfrentan durante su vida adulta. Ambos libros constituyen lo que en Europa se editó como un solo volumen. Los siguientes trabajos de Alcott: Little Men (Hombrecitos) y Jo's Boys (Los muchachos de Jo), son continuaciones de esas dos novelas, muestran a los hijos, sobrinos y alumnos de las Mujercitas construyendo sus vidas.

## Historia, lanzamiento y secuencias

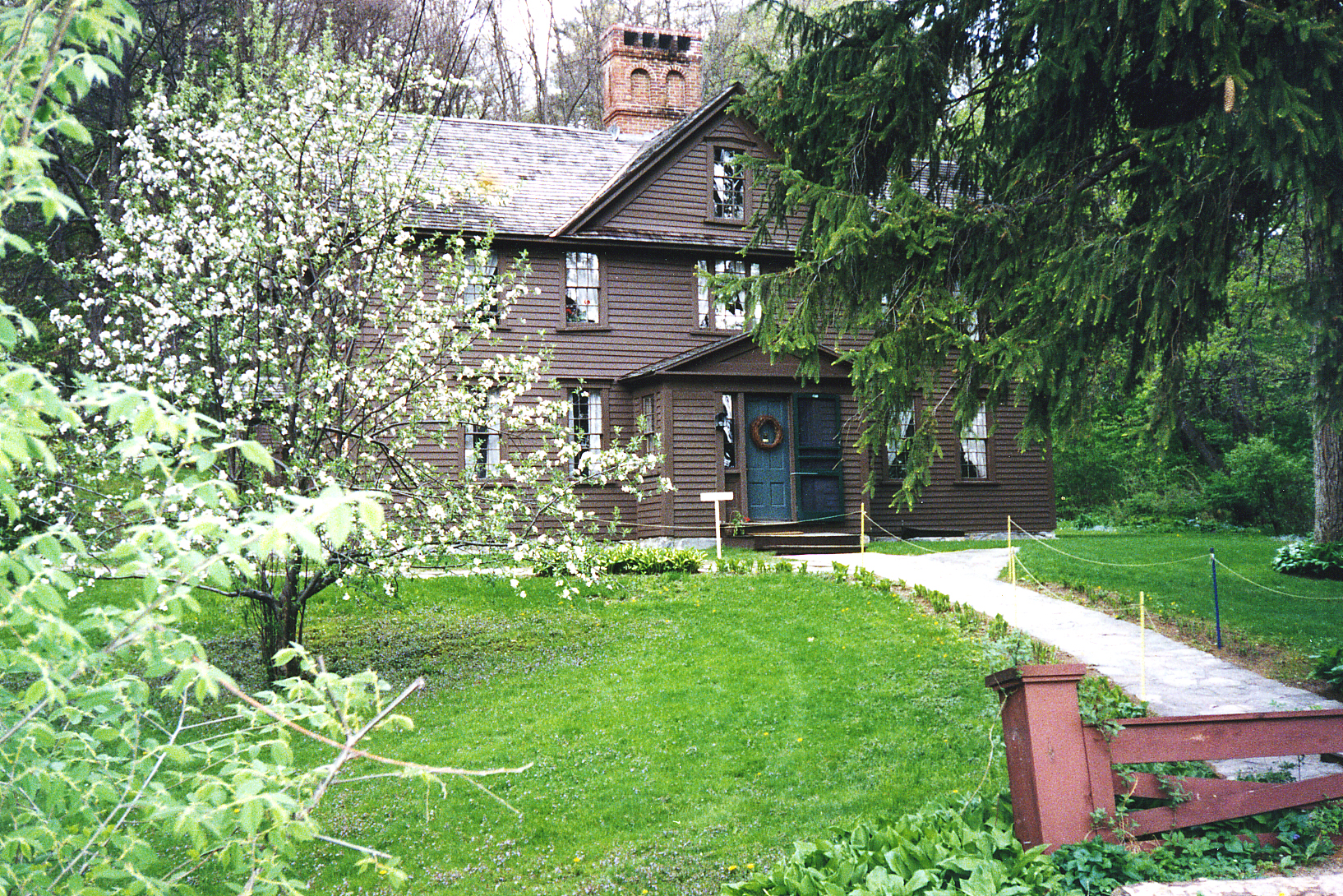
La casa donde fue escrita la novela.

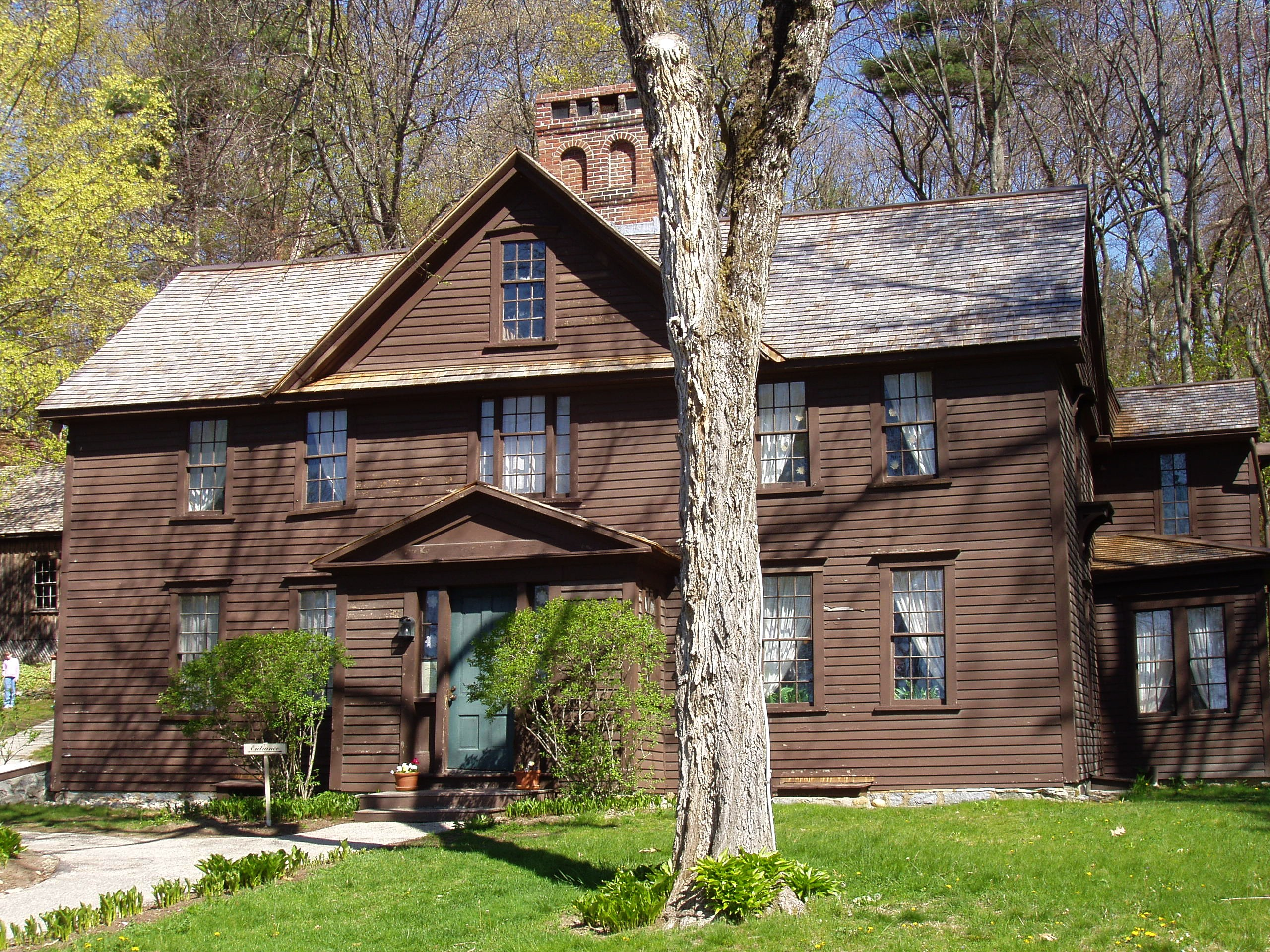

Alcott creó Mujercitas durante 1867 y comienzos de 1868; escribió con afán durante dos meses y medio basada en sus experiencias de haber crecido junto a otras tres hermanas en Concord, Massachusetts. La novela fue publicada por primera vez el 30 de septiembre de 1868, obtuvo éxito inmediato y vendió más de dos mil copias. La crítica ya la etiquetaba como un clásico. Algunos lectores reclamaban un segundo volumen, enviando cartas a Alcott pidiendo una continuación. Y, como sucede con algunos clásicos, esta obra se ha visto ensombrecida (en el caso de las ediciones en castellano) por traducciones deficientes, purgas y recortes,[cita requerida] además de lo que algunos[¿quién?] califican de "interpretaciones cursis", cuando, en realidad, Mujercitas supone una auténtica revolución tanto dentro de la literatura decimonónica como dentro de la literatura norteamericana de esos tiempos. La novela es capaz de romper y enfrentarse a la vez con las reglas de etiqueta y conducta que aplicaban comúnmente a las mujeres de la época. Además, introduce (sobre todo a través del personaje de Jo) auténticas revoluciones en lo que tiene que ver con los personajes femeninos de la literatura en la época.

## Argumento
Esta obra reproduce, tanto en su estructura como en su tema, la conocida novela alegórica de John Bunyan El progreso del peregrino, y de ahí que muchos de los títulos de los capítulos sean alusiones directas a esta obra (Juego de los peregrinos; Cargas; Beth encuentra el Palacio Hermoso; El valle de la humillación de Amy; Jo conoce a Apolión; Meg visita la Feria de las Vanidades; entre otros). A la vez, cada una de las muchachas March está destinada a caracterizar y superar estos defectos. De ahí que pueda ser considerada una novela de crecimiento o evolución personal, así como una reflexión temprana sobre los roles de género. 
En la novela, las chicas traban amistad con un vecino, el joven adolescente Laurie, que se vuelve el mejor amigo de Jo. Así como los temas más serios y tristes, el libro describe las actividades de las hermanas y su amigo, como crear un periódico y realizar un pícnic, y los roces por los que pasan Jo y Laurie. También se plantea que las hermanas, cada una a su manera, pasan por todo el camino de los peregrinos, en su ruta a la adultez.
La entretenida obra muestra el contexto histórico de la época.

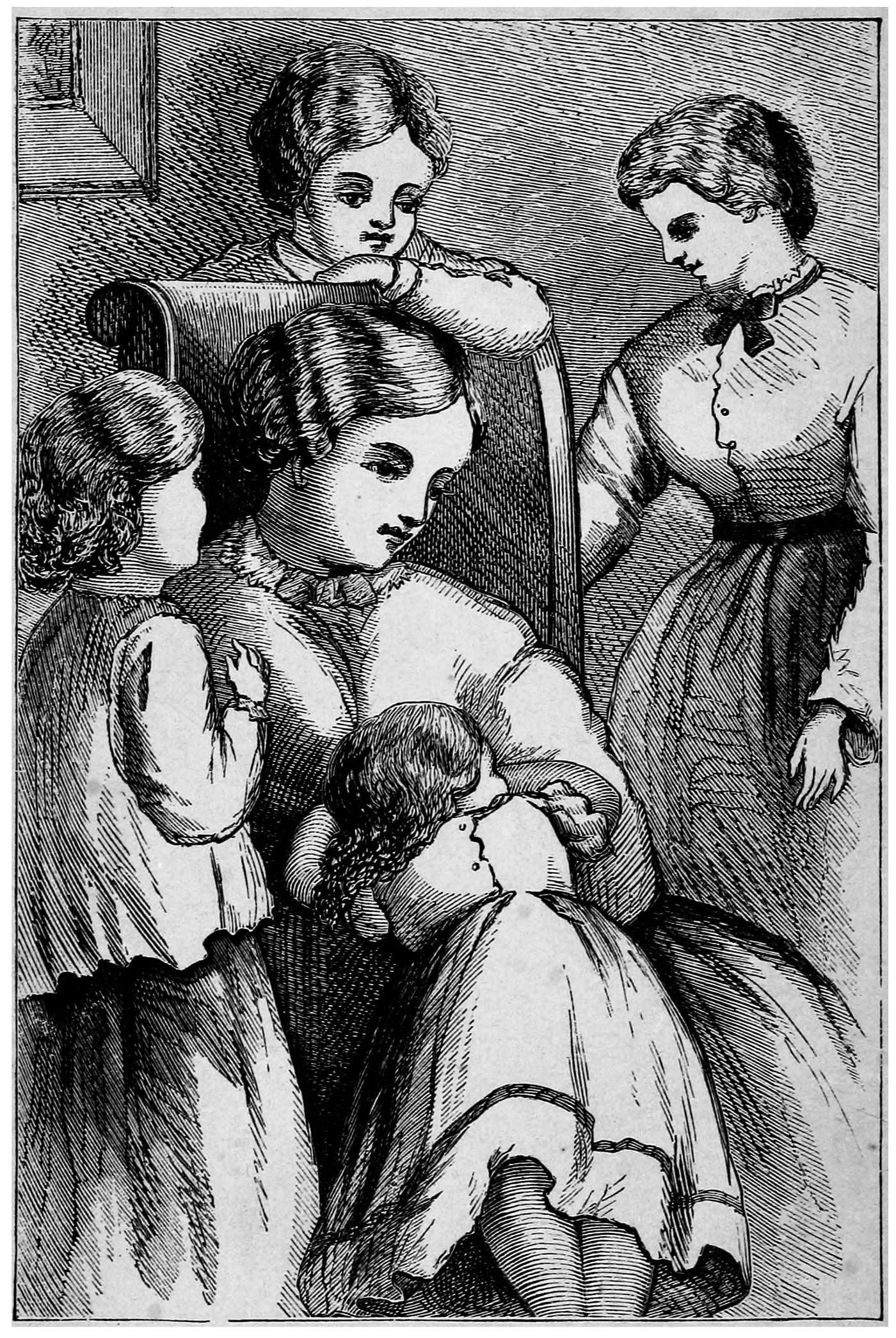
Las hermanas March

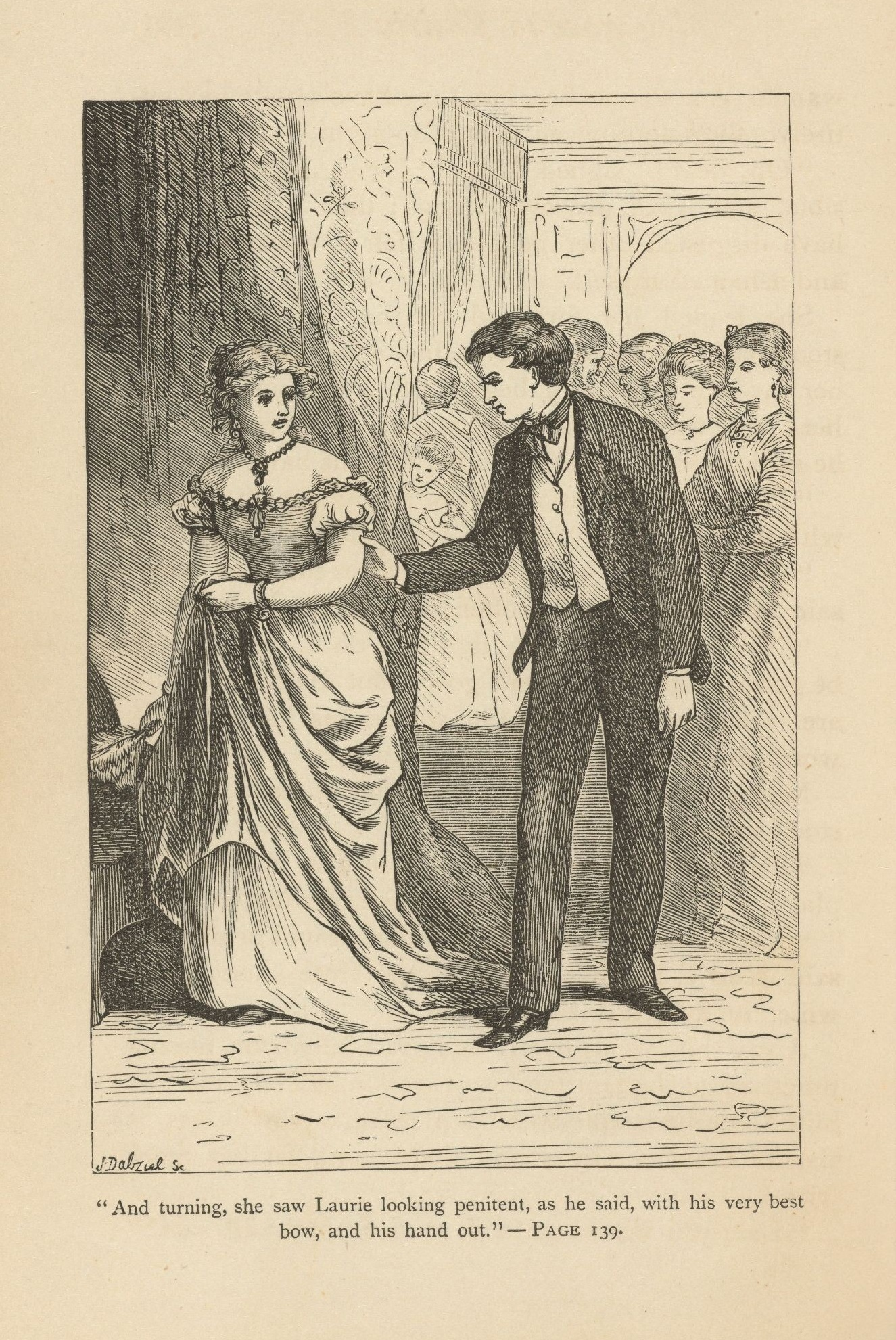
Jo y Laurie, ilustración de 1868.

La historia en lo general demuestra que las mujeres deben tener las mismas oportunidades que los hombres.

## Personajes
- Josephine (Jo): (También conocida como Joane, Joanne y Giovanna en traducciones italianas). Es la segunda de las mujercitas, una apasionada de la escritura, habilidad que desarrolla a medida que transcurre la historia. Tiene quince años y es la  más independiente y audaz de las hermanas, aborrece las características femeninas que la limitan y rehúsa adaptarse a los estereotipos de cómo deberían actuar las mujeres. De carácter fuerte, irónico, sarcástico y malhablado, tiene encontronazos con Amy. Junto a su hermana Beth, ayuda a las personas más desfavorecidas de su comunidad. La relación con Beth es más estrecha que con las otras dos hermanas, Meg y Amy. Jo se corta el cabello, su más preciado bien, para obtener dinero y que su madre pueda visitar al padre herido durante la Guerra de Secesión (1861-1865). No acepta casarse con su mejor amigo, Theodore Laurence (Laurie) y años después, cuando ya es una mujer que trabaja por cuenta propia, se casa con el profesor Bhaer, de origen alemán, quien la estimula a seguir escribiendo y desarrollar su intelecto.
- Margaret (Meg): La mayor de las hermanas March. Tiene dieciséis años. Es hermosa, con cabello suave, de manos pequeñas y blancas de las que está orgullosa. Es la más responsable y ayuda a la Sra. March en las tareas del hogar. Cuida a la hermana pequeña, Amy, de los enojos de Jo. Trabaja también como institutriz con las familias de Concord. Se enamora de John Brooke, tutor de Laurie, su vecino. Se casa con él y tiene gemelos: Margaret (Daisy) y John (Demi apócope por Demi-John).
- Amy: La menor de las hermanas, con doce años. Tiene talento para la pintura. Es la más bella de las March, con cabellera dorada y ojos azules. Muy vanidosa y en continuo conflicto con su hermana Jo. Viaja a Europa una larga temporada. Se casa con Laurie y tienen una hija, Bess.
- Elizabeth (Beth): La tercera de las hijas del Dr. March. Tiene trece años y es una tímida. Le gusta tocar el piano. Se dedica a ayudar a los necesitados de Concord, por lo que contrae la escarlatina cuando su madre se encuentra junto al esposo herido en Washington.
- Theodore (Laurie o Teddy): Un joven encantador, travieso y rico, que vive al lado de la familia March en compañía de su abuelo sobreprotector. Tiene quince años y es a menudo malentendido por el abuelo, que lo ama pero teme que siga los pasos de su padre. Este último fue un joven de espíritu libre que se fugó con su amada, una pianista italiana, fue repudiado por ello y murió temprano a causa de una enfermedad. La abuela y la tía de Laurie también fallecieron, esta última muy joven. Laurie es el único sobreviviente de la pequeña familia, y es enviado a vivir con el Sr. Laurence. Jo rechaza su propuesta de matrimonio; se casa con Amy y tienen una hija.
- Margaret March (Marmee o Señora March): La madre de las chicas. Cuida la casa mientras su marido no está. Se involucra en trabajos caritativos e intenta guiar la moral de las mujercitas, modelando su conducta. Se convierte en una madre para Laurie.
- Robert March: Padre de las chicas y esposo de Margaret March. Había sido rico, se presupone que ayudó a amigos poco escrupulosos que no repararon su deuda, lo que ocasionó la pobreza de la familia. Fue un gran académico y párroco, sirve como capellán para el Ejército de la Unión. En algunos libros también es médico.
- James Laurence: Vecino rico de la familia March. Solitario, vive recluido en su mansión y aunque lo intenta, a veces no sabe cómo comunicarse con su entusiasta nieto, Laurie. Laurence disfruta siendo benefactor de los March, ya que admira su caridad y entrega. Desarrolla una cálida amistad con Beth, que le recuerda a su hija fallecida.
- Hannah Mullet: La criada de la familia March, una mujer mayor, amable y leal.
- Tía March: Una viuda rica. Reside sola en su mansión y Jo trabaja con ella en calidad de lectora retribuida. Es tía del Sr. March y desaprueba el trabajo caritativo de la familia y su pérdida de riqueza. Amy es enviada a hacerle compañía cuando Beth está enferma; aunque al principio expresa su disgusto, su ocupación allí le hace bien a la chica. Es quien financia el viaje de Amy a Europa y cuando fallece, le deja de herencia a Jo la casa de Plumfield.
- Profesor Friedrich "Fritz" Bhaer: Un inmigrante alemán, pobre e intelectual que era un reconocido profesor en Berlín, pero ante la enfermedad terminal de su única hermana, le promete a esta criar a sus dos sobrinos en Estados Unidos, ya que es la patria del padre de los niños, ya fallecido. Por ello el profesor vive en la casa de la Sra. Kirke, donde se gana la vida dando clases particulares. Él y Jo se hacen amigos, critica su trabajo y la incentiva a convertirse en una escritora seria en vez de escribir historias sensacionalistas para tabloides semanales. Ambos terminan casándose y tienen dos hijos.
- John Brooke: Tutor de Laurie que se enamora de Meg, quien duda antes de aceptarlo, hasta que la tía March le prohíbe a la joven hacerlo, bajo amenaza de desheredarla, y descubre que está también enamorada de Brooke. Él sirve en el Ejército de la Unión hasta fines de 1861, y se casa con Meg tras la guerra. Rechaza los ofrecimientos del señor Laurence de ayudarle con dinero y se coloca como contable de libros en una casa comercial. Muere joven, cuando sus hijos tienen alrededor de diez años.
- Franz y Emil: Los dos sobrinos del Sr. Bhaer, de quienes cuida tras la muerte de su hermana.
- Señorita Norton: Una inquilina de mediana edad, con mucho dinero, que vive en la casa de la Sra. Kirke. Agasaja a Jo con disimulo, pidiéndole que la acompañe al teatro y la ópera.
- Sra. Kirke: Una amiga de la señora March, que posee una casa de huéspedes en Nueva York. Contrata a Jo por un tiempo como institutriz para sus dos hijas, Kitty y Minnie.
- Los King: Familia que contrata a Meg como institutriz.
- Los Hummell: Familia pobre de inmigrantes franceses. La señora March y sus hijas, aunque pobres, intentan ayudarles. Su bebé muere de escarlatina, y mientras lo cuidaba, Beth se contagia.
- Los Gardiner: Amigos ricos de Meg. Antes de que los March perdieran su riqueza, las dos familias eran de igual nivel social. Los Gardiner son retratados como gente de buen corazón pero envanecidos y cuya creencia sobre el matrimonio giraba en torno al dinero y la posición. La amiga de Meg, Sallie Gardiner, se casa con Ned Moffat, joven de buena familia que trató de pretender a Meg, sin que ésta lo aceptara.
- Tía y tío Carrol: Hermana y cuñado del Sr. March. Amy viaja a Europa con ellos y su hija Florence.
- Los Vaughn: Familia británica, amigos ricos de Laurie, simpatizan con las March. Son cuatro: Kate, la mayor, los gemelos Fred y Frank, y Grace, la pequeña. Son mucho más ricos que los Laurence. Uno de ellos, Fred, le propone matrimonio a Amy, pero ella lo rechaza.

## Adaptaciones

### Teatro
Mujercitas, una obra de cuatro actos, adaptada por Marian De Forest a partir del trabajo de Louisa May Alcott; se estrenó en Broadway en el Playhouse Theatre, el 14 de octubre de 1912. La producción fue dirigida por Jessie Bonstelle y Bertram Harrison. El reparto incluyó a Marie Pavey, Alice Brady, Gladys Hulette y Beverly West. Tuvo 184 representaciones.
La obra subió a escena el 18 de diciembre de 1916 en el Park Theatre, con 24 funciones.
Regresó a escena el 7 de diciembre de 1931 en el Playhouse Theatre, en una producción dirigida por William A. Brady, Jr. con Jessie Royce Landis, Marie Curtis y Jane Corcoran. Se extendió por 17 representaciones.

### Literatura
En 2005, la escritora Geraldine Brooks publicó March, una novela que exploraba las lagunas en Mujercitas, narrando la historia del Sr. March durante la Guerra Civil. Obtuvo el premio Pulitzer de ficción.
En 2006, la escritora Isabel Franc publicó Las razones de Jo, una reinterpretación de la historia desde el punto de vista de Jo March, explicando las razones por las que finalmente se acaba casando.
En 2008, el escritor John Matteson publicó Eden's Outcasts. The Story of Louisa May Alcott and Her Father, una biografía por la que obtuvo el premio Pulitzer.

### Cine
La novela ha sido adaptada ocho veces al cine: dos en cine mudo, en 1917 y 1918, y ocho en cine sonoro: 1933, 1949, 1973, 1978, 1994, 2017, 2018 y 2019.
- Mujercitas (película de 1917)
- Mujercitas (película de 1918)
- Little Women (película de 1933) (Las cuatro hermanitas (1933))
- Little Women (1949) (Mujercitas (1949))
- Mujercitas (1973)
- Las adorables mujercitas (1974) (segunda parte de Mujercitas (1973))
- Little Women (1978) (TV Miniseries) (Mujercitas (1978) (Miniserie de TV))
- Little Women (1994) (Mujercitas (1994))
- Little Women (2017) (TV Miniseries) (Mujercitas (2017) (Miniserie de TV))
- Little Women (2018) (Mujercitas (2018))
- Little Women (2019) (Mujercitas (2019))

#### Películas mudas
| Personaje                           | Película de 1917 (Alexander Butler) | Película de 1918 (Harley Knoles) |
| ----------------------------------- | ----------------------------------- | -------------------------------- |
| Josephine "Jo" March (hija)         | Ruby Miller                         | Dorothy Bernard                  |
| Margaret "Meg" March (hija)         | Mary Lincoln                        | Isabel Lamon                     |
| Amy Curtis March (hija)             | Daisy Burrell                       | Florence Flinn                   |
| Elizabeth "Beth" March (hija)       | Muriel Myers                        | Lillian Hall                     |
| Margaret "Marmee" March (madre)     | Minna Grey                          | Kate Lester                      |
| Sr. Robert March (padre)            | Bert Darley                         | George Kelson                    |
| Tía Josephine March (tía)           | Florence Nelson                     | Julia Hurley                     |
| Theodore "Laurie" Laurence (vecino) | Milton Rosmer                       | Conrad Nagel                     |
| Sr. James Laurence (vecino, abuelo) | Lionel d'Aragon                     | Frank DeVernon                   |
| Prof. Friedrich "Fritz" Bhaer       | Wyndham Guise                       | Lynn Hammond                     |

#### Películas con sonido de producción estadounidense
| Personaje                           | Película de 1933 (George Cukor) | Película de 1949 (Mervyn LeRoy) | Película de 1994 (Gillian Armstrong) | Película de 2018 versión modernizada (Clare Niederpruem) | Película de 2019 (Greta Gerwig) |
| ----------------------------------- | ------------------------------- | ------------------------------- | ------------------------------------ | -------------------------------------------------------- | ------------------------------- |
| Josephine "Jo" March (hija)         | Katharine Hepburn               | June Allyson                    | Winona Ryder                         | Sarah Davenport                                          | Saoirse Ronan                   |
| Margaret "Meg" March (hija)         | Frances Dee                     | Janet Leigh                     | Trini Alvarado                       | Melanie Stone                                            | Emma Watson                     |
| Amy Curtis March (hija)             | Joan Bennett                    | Elizabeth Taylor                | Kirsten Dunst y Samantha Mathis      | Taylor Murphy                                            | Florence Pugh                   |
| Elizabeth "Beth" March (hija)       | Jean Parker                     | Margaret O'Brien                | Claire Danes                         | Allie Jennings                                           | Eliza Scanlen                   |
| Margaret "Marmee" March (madre)     | Spring Byington                 | Mary Astor                      | Susan Sarandon                       | Lea Thompson                                             | Laura Dern                      |
| Sr. Robert March (padre)            | Samuel S. Hinds                 | Leon Ames                       | Matthew Walker                       | Bart Johnson                                             | Bob Odenkirk                    |
| Tía Josephine March (tía)           | Edna May Oliver                 | Lucile Watson                   | Mary Wickes                          | Barta Heiner                                             | Meryl Streep                    |
| Theodore "Laurie" Laurence (vecino) | Douglass Montgomery             | Peter Lawford                   | Christian Bale                       | Lucas Grabeel                                            | Timothée Chalamet               |
| Sr. James Laurence (vecino, abuelo) | Henry Stephenson                | C. Aubrey Smith                 | John Neville                         | Michael Flynn                                            | Chris Cooper                    |
| Prof. Friedrich "Fritz" Bhaer       | Paul Lukas                      | Rossano Brazzi                  | Gabriel Byrne                        | Ian Bohen                                                | Louis Garrel                    |

En México, el director José Díaz Morales realizó una versión de Mujercitas en 1973, basado en el libro de Louisa May Alcott. La película mexicana fue protagonizada por Nubia Martí, Rocío Banquells, Delia Peña Orta y Marissa Becker. Para su secuela, de 1974, se reunió el director con el reparto original y se integró Maritza Olivares.

### Televisión

#### Series anglosajonas
| Personaje                           | Serie de 1978, 2 capts. (David Lowell Rich) | Serie de 2017, 3 capts. (Vanessa Caswill) |
| ----------------------------------- | ------------------------------------------- | ----------------------------------------- |
| Josephine "Jo" March (hija)         | Susan Dey                                   | Maya Hawke                                |
| Margaret "Meg" March (hija)         | Meredith Baxter                             | Willa Fitzgerald                          |
| Amy Curtis March (hija)             | Ann Dusenberry                              | Kathryn Newton                            |
| Elizabeth "Beth" March (hija)       | Eve Plumb                                   | Annes Elwy                                |
| Margaret "Marmee" March (madre)     | Dorothy McGuire                             | Emily Watson                              |
| Sr. Robert March (padre)            | William Schallert                           | Dylan Baker                               |
| Tía Josephine March (tía)           | Greer Garson                                | Angela Lansbury                           |
| Theodore "Laurie" Laurence (vecino) | Richard Gilliland                           | Jonah Hauer-King                          |
| Sr. James Laurence (vecino, abuelo) | Robert Young                                | Michael Gambon                            |
| Prof. Friedrich "Fritz" Bhaer       | William Shatner                             | Mark Stanley                              |

#### Series de Latinoamérica
- En 1962, en México se realizó la miniserie Mujercitas, con Adriana Roel, Rafael del Río y Elsa Cárdenas, que se inspiró en el clásico literario de Louisa May Alcott.
- En 1963 se realizó en Perú la telenovela Mujercitas, emitida por Panamericana Televisión, con Elvira Travesí, Gloria Travesí y Regina Alcóver.
- En 1985, en Perú se realizó la telenovela No hay por qué llorar, basada en la obra Mujercitas, con Elvira De la Puente, Fernando De Soria, Eduardo Cesti y Lolita Ronalds, transmitida por América TV.
- En 1995, en Argentina se realizó la versión telenovelada Por siempre mujercitas, con Pablo Echarri, Paola Krum, Viviana Saccone y Virginia Lago, y que contó con la participación de Juan Darthés, Mariano Martínez, Pablo Rago, Eduardo Blanco y Diego Olivera.
- En 1999, se realizó otra versión en Venezuela, la telenovela Mujercitas, protagonizada por Daniela Alvarado y Adrián Delgado. Fue una adaptación hecha por Laura Visconti y transmitida por Venevisión.
- En Perú se realizó la telenovela Mujercitas, emitida en 2017 por América Televisión, con María Grazia Gamarra, Carolina Cano, Vania Accinelli y Briana Botto.

#### Series de animación
En 1981, el estudio de animación japonés Toei Animation produjo una serie de 26 capítulos basada en Mujercitas, titulada Wakakusa no Yon Shimai, dirigida por Kazuya Miyazaki y con música de Takeo Watanabe.
En 1987, Nippon Animation, de Japón, llevó a cabo su adaptación de la novela en una serie de animación, Mujercitas. La serie duró 48 capítulos de 23 minutos y fue transmitida en España varias veces por Antena 3. En 1993 Nippon Animation hizo su continuación, basada en Hombrecitos; la serie se tituló Wakakusa Monogatari: Nan to Jou Sensei en Japón y Los chicos de Jo en España y Latinoamérica.

### Ópera y musical
- En 1998, el libro fue adaptado a una ópera homónima por el compositor Mark Adamo.
- El 23 de enero de 2005, una adaptación musical en Broadway se estrenó en el Virginia Theatre (Nueva York), con guion a cargo de Allan Knee, música de Jason Howland y letras de Mindi Dickstein. La versión revisada cerró cuatro meses más tarde. Una gira nacional, de nuevo presentando a Maureen McGovern, tuvo lugar el 30 de agosto de ese año.

## Traducciones al español
Son numerosas las adaptaciones y resúmenes destinadas al público juvenil que aparecieron en España a partir de los años veinte del siglo XX; no obstante, hasta 2004 no se pudo leer en castellano una edición completa basada en el texto íntegro de la primera edición de 1868.
En América Latina, las primeras traducciones de la obra se realizaron en Argentina, en la década de 1930.
- María Sepúlveda (Barcelona, 1933). (Barcelona, 1949)
- Enriqueta S. Albanella (Editorial Molino, Buenos Aires, 1943).
- María Martí (Editorial Molino, Barcelona, 1948).
- Julio Cortázar (Buenos Aires, Editorial Codex, 1952).